# Мовчанівський провулок (Харків)
Мовчанівський прову́лок — провулок у Основ'янському районі Харкова, у районі Левади. Довжина 380 метрів. Починається від проспекту Гагаріна, в провулок упирається Мовчанівський в'їзд, далі провулок упирається в вулицю Гольдбергівську. Забудований як одноповерховими будинками, так і багатоповерховими. Центральний автовокзал Харкова розташований на розі проспекту Гагаріна і Мовчанівського провулка.

## Старі назви
Провулок Дибенка (20.09.1936 — 10.08.1938). Було названо на честь радянського військового на політичного діяча Дибенка П. Ю. (1889—1938). В зв'язку з тим, що Дибенка у 1938 році було заарештовано за звинуваченням в антирадянській, троцькістській діяльності і у військово-фашистський змові і згодом страчено, назву провулка змінили.
Астраханський провулок (10.08.1938 — 31.12.1953).

## Галерея

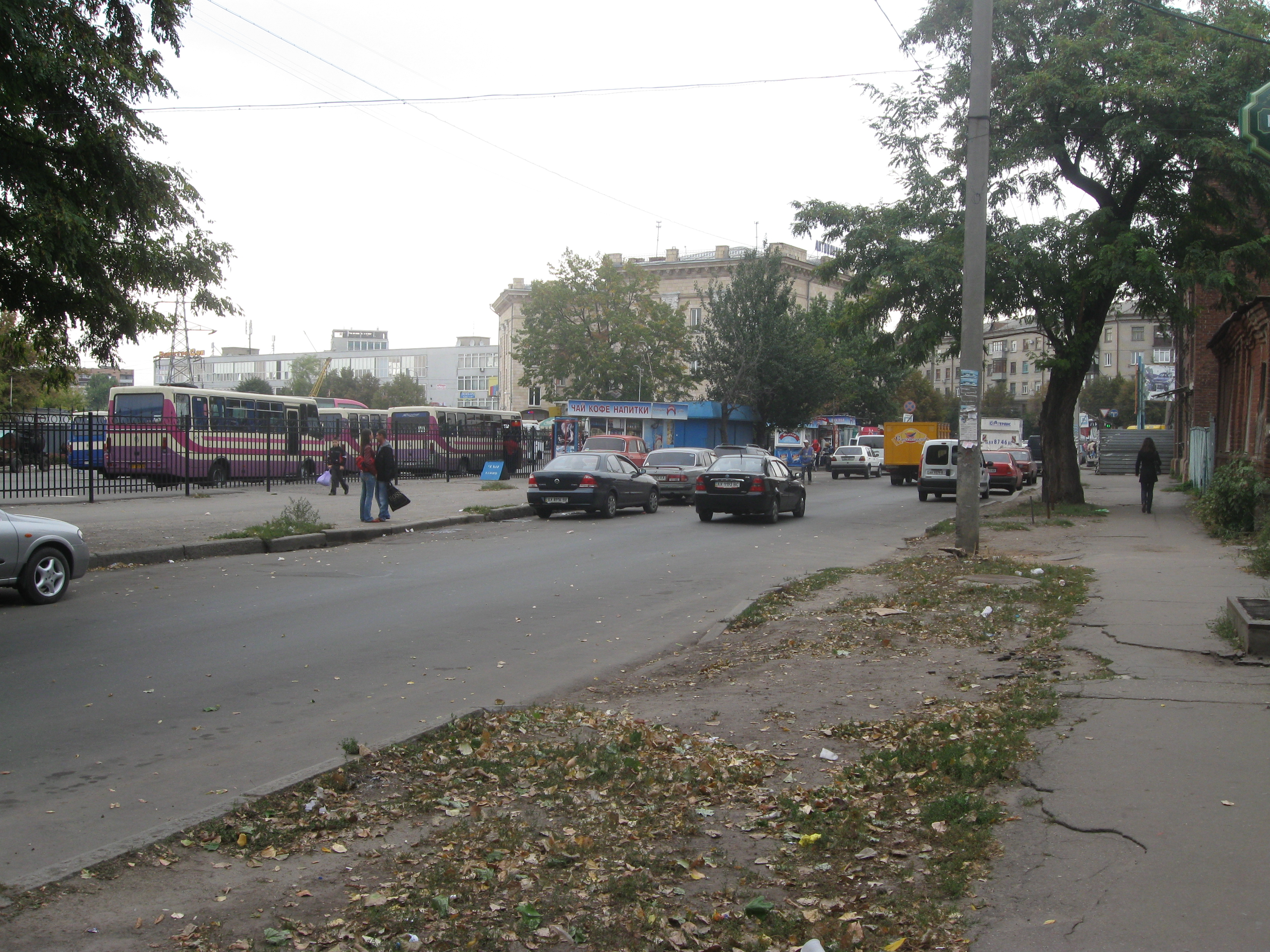
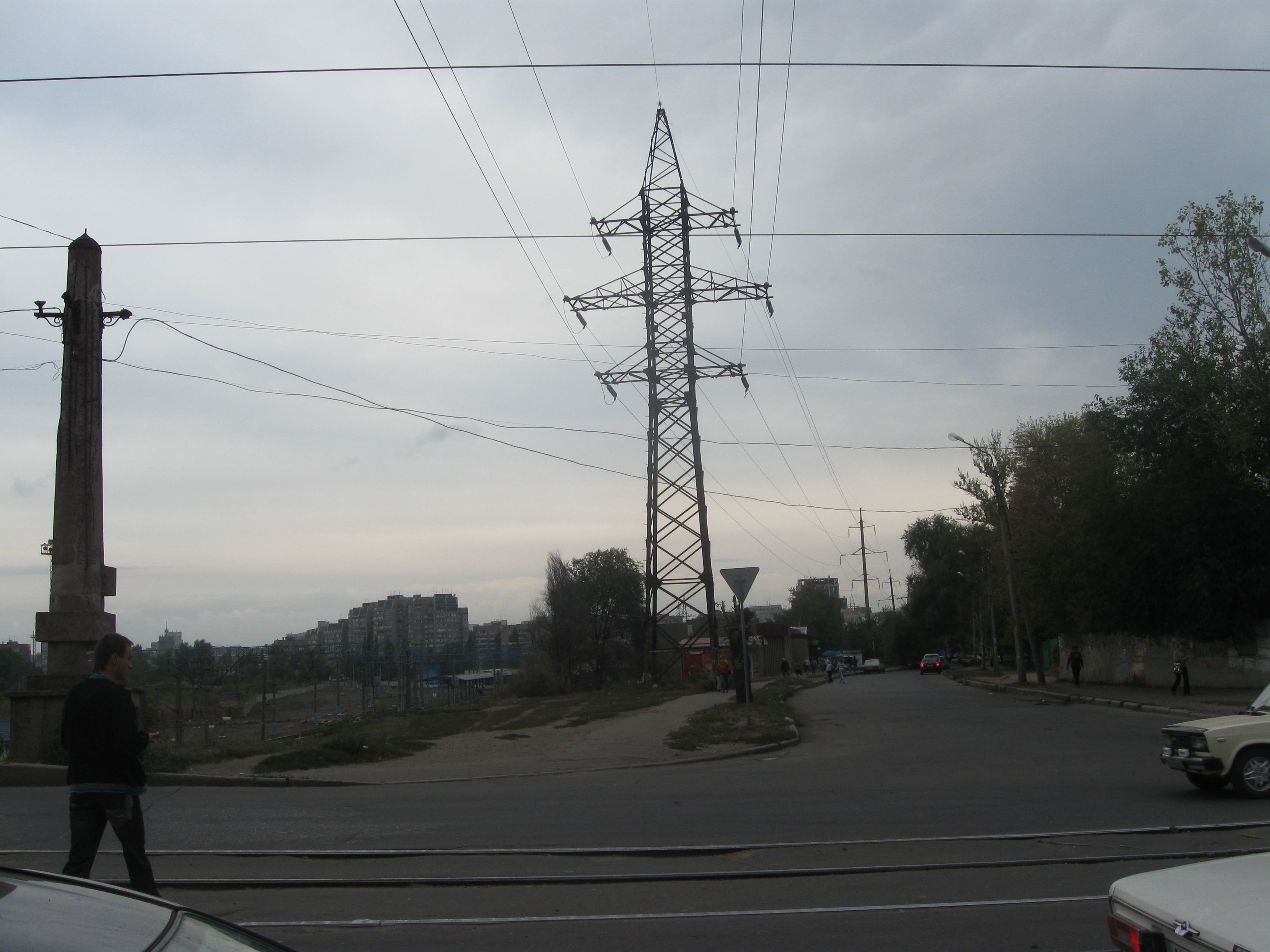